# Військово-медична академія імені С. М. Кірова

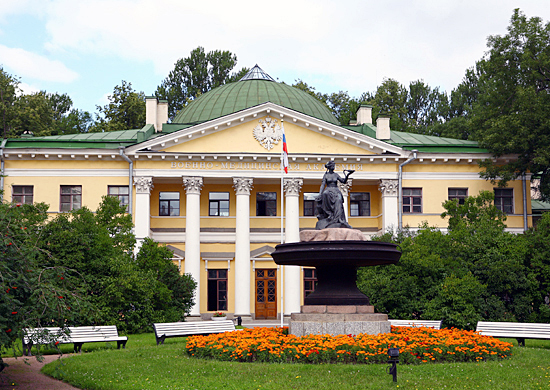
Головний корпус ВМедА

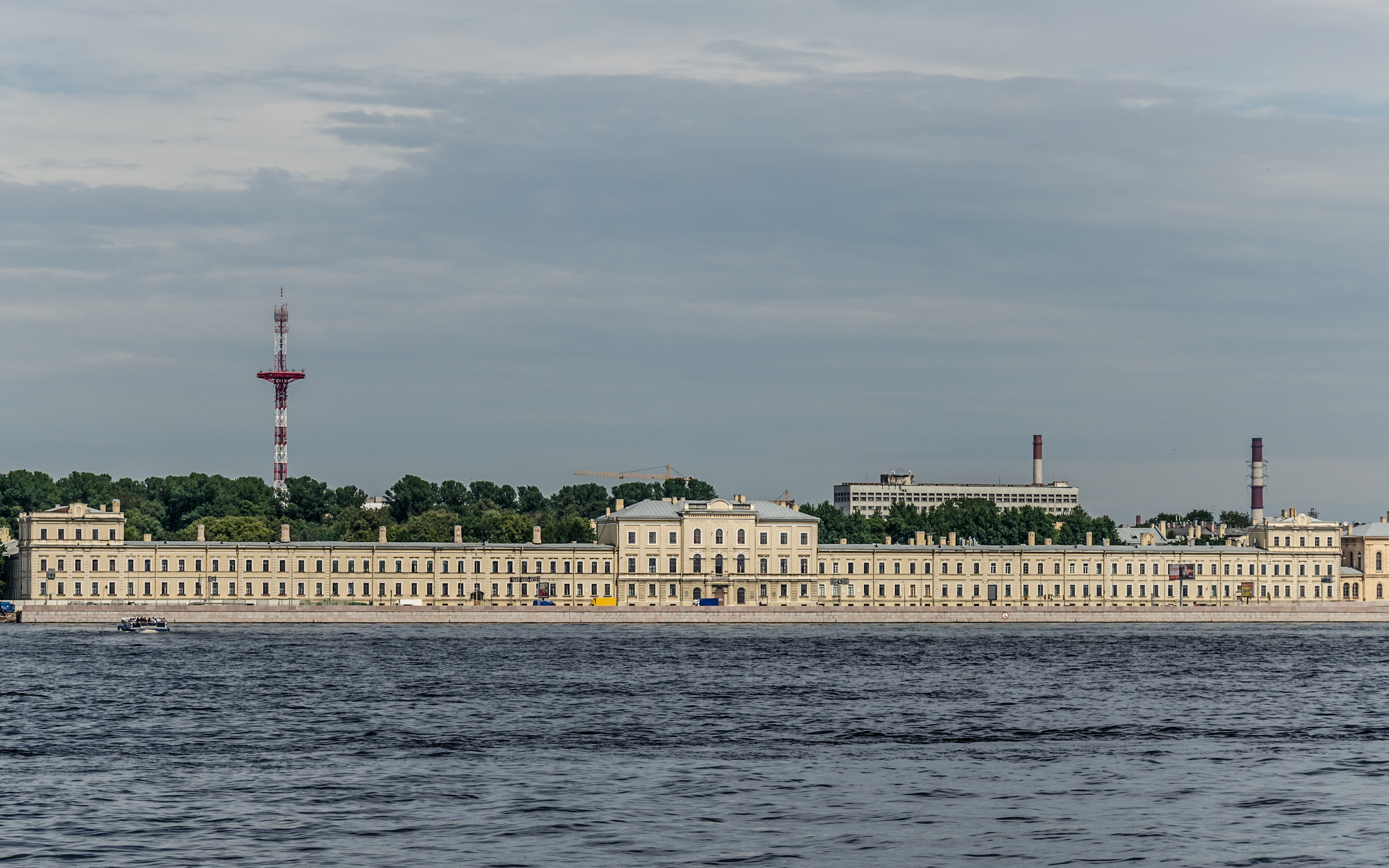
Клінічний корпус ВМедА

Військово-медична ордена Леніна Червонопрапорна академія імені С. М. Кірова (ВМедА, ВМОЛКА, ВМА) — перша вища медична установа Росії для підготовки військовослужбовців медичної служби Збройних cил Росії.

## Історія
Офіційною датою створення вважається 18 (29) грудня 1798 року (за деякими даними 1714) коли Павло I підписав указ про будівництво приміщень для навчальних театрів (аудиторій) лікарського училища і гуртожитку його учнів. Дата підписання указу вважається днем заснування Медико-хірургічної (з 1881 року — Військово-медичної) академії. У 1808 році імператором Олександром I академію було зведено в ранг «перших навчальних закладів Імперії»: вона отримала права Академії наук, їй дозволено обирати своїх академіків, і вона стала іменуватися Імператорською медико-хірургічною академією.
Насправді ж, історію її створення можна віднести до першої третини XVIII століття — по указу імператора Петра I в Санкт-Петербурзі на стороні Виборзькій для надання медичної допомоги «служивим людям» в 1715 році в так званій Госпітальній слободі був закладений Адміралтейський госпіталь, в 1717 році там же — Сухопутний, а роком пізніше — Адміралтейський госпіталь в Кронштадті. І при цих госпіталях, названих генеральними, як і при створеному в 1706 році шпиталі в Москві, створюються в першій половині XVIII століття госпітальні (медико-хірургічні) школи, що поклали почало оригінальній вітчизняній системі військово-лікарської освіти. Ці школи в 1786 році були об'єднані в Головне лікарське училище
У 1985 році вийшла таємна Постанова ЦК КПРС і Ради Міністрів СРСР від 19 липня 1985 року № 700–215сс/ОВ, якою затверджувалась «Всесоюзна проблема № 9» (боєздатність). Постанова була оголошена наказом Міністра оборони СРСР від 04.09.1985 № 00120. Де йшлося про головного виконавця — Військово-медична академія імені С. М. Кірова.

## Деякі з керівників
- 1804—1805 та 1808 — Загорський Петро Андрійович.
- 2000—2007 — Гайдар Борис Всеволодович, генерал-лейтенант медичної служби.

## Нагороди і визнання
- почесне найменування — Імператорська (1808 рік);
- почесне найменування — імені С. М. Кирова (1935 рік);
- Орден Леніна (1954 рік);
- Орден Червоного Прапора (1968 рік)

## Відомі випускники
- Азарський Іван Миколайович (1946) — хірург, доктор медичних наук, Заслужений раціоналізатор України.
- Войцехівський Микола Володимирович (1874 —1933)  — акушер-гінеколог, В. О. Наркома охорони здоров'я України.
- Волович Віталий Георгієвич (1923 — 2013) — доктор медичних наук, професор, дійсний член Російської академії космонавтики ім. К. Е. Ціолковського, член Російського географічного товариства, почесный полярник, член Союза журналістів Росії.
- Гамалія Микола Федорович (1859 — 1949) — український і радянський мікробіолог і епідеміолог, почесний академік Академії наук СРСР, лауреат Сталінської премії.
- Городецький Марко Михайлович (1923 — 2009) — полковник медичної служби, професор, заслужений лікар України, Головний інфекціоніст Міністерства оборони України з 1991 по 2003 рік.
- Дітеріхс Михайло Михайлович (1871 —1941)  — хірург, Професор Київського університету.
- Епштейн Борис Володимирович (1923—2020) — лікар-ендокринолог, полковник медичної служби, професор, заслужений лікар України.
- Котов Олег Валерійович (1965) — космонавт, Герой Російської Федерації.
- Котуза Андрій Степанович — український військовий медик, заступник головного лікаря з організаційної роботи Клінічної лікарні «Феофанія».
- Кучеренко Павло Олександрович (1882 — 1936) — український радянський лікар-патологоанатом, доктор медичних наук, професор.
- Кушнір Олег Сергійович (1967—2018) — полковник медичної служби Збройних сил України, учасник російсько-української війни.
- Мозолевський Іван Вікторович — доктор медицини. Заступник українського консула в Харбіні.
- Михайлик Олег Петрович (1970) — український військовий діяч, начальник військово-медичного управління Головного управління Національної гвардії України, полковник медичної служби, кандидат медичних наук, Заслужений лікар України.
- Репрєв Олександр Васильович (1853—1930) — російський та український патофізіолог, професор Харківського університету.
- Рінек Олександр Христофорович (1837 -19??)  — хірург, Професор Київського університету.
- Сенкевич Юрій Олександрович (1937 -2003)  — російський вчений-медик, мандрівник і телеведучий, лауреат Державної премії СРСР, академік Російської телевізійної академії, ведучий телепередачі «Клуб мандрівників».
- Смирнов Віктор Ксенофонтович (1933—2006) — психіатр, полковник, доктор наук.
- Терно Валентин Семенович (1931 — 2011)  — український вчений, києвознавець, лікар, педагог, письменник.
- Трохимчук Віктор Васильович (1955) — полковник медичної служби, доктор фармацевтичних наук, професор, заслужений працівник освіти України.
- Чижиков Олексій Іванович (1921 — 1993) — полковник медичної служби, заслужений лікар УРСР.